# Pokrov
Pokrov (del ruso: Покров) es una ciudad del óblast de Vladímir, en Rusia. Pokrov se sitúa a 5 km de la orilla izquierda del río Kliazma (de la cuenca del Volga por el Oká), a unos 82 km de Vladímir, la capital del óblast, y a 18 km de Petushkí, centro administrativo del raión al que pertenece. Contaba con 15.475 habitantes en 2010.

## Historia
La localidad se originó en el siglo XVII con un pueblo ligado al monasterio Antónieva Pokróvskaya pustyn (en ruso: Антониева Покровская пустынь, (existente entre los siglos XV a XVIII). El nombre deriva de la advocación del monasterio, siendo pokrov en eslavo eclesiástico la forma abreviada de Pokrov Presviatói Bogoróditsy, la festividad de la Protección de la Madre de Dios, una de las grandes celebraciones de la Iglesia ortodoxa rusa, el 1 de octubre en el calendario juliano.
En 1778, le fue otorgado el estatus de ciudad por decreto de Catalina II.

## Demografía
| 1897  | 1926  | 1959  | 1970   | 1979   | 1989   | 1996   | 2002   | 2008   | 2010   |
| ----- | ----- | ----- | ------ | ------ | ------ | ------ | ------ | ------ | ------ |
| 2 900 | 2 700 | 6 800 | 10 000 | 14 600 | 16 000 | 16 600 | 15 920 | 15 682 | 15 475 |

## Cultura y lugares de interés

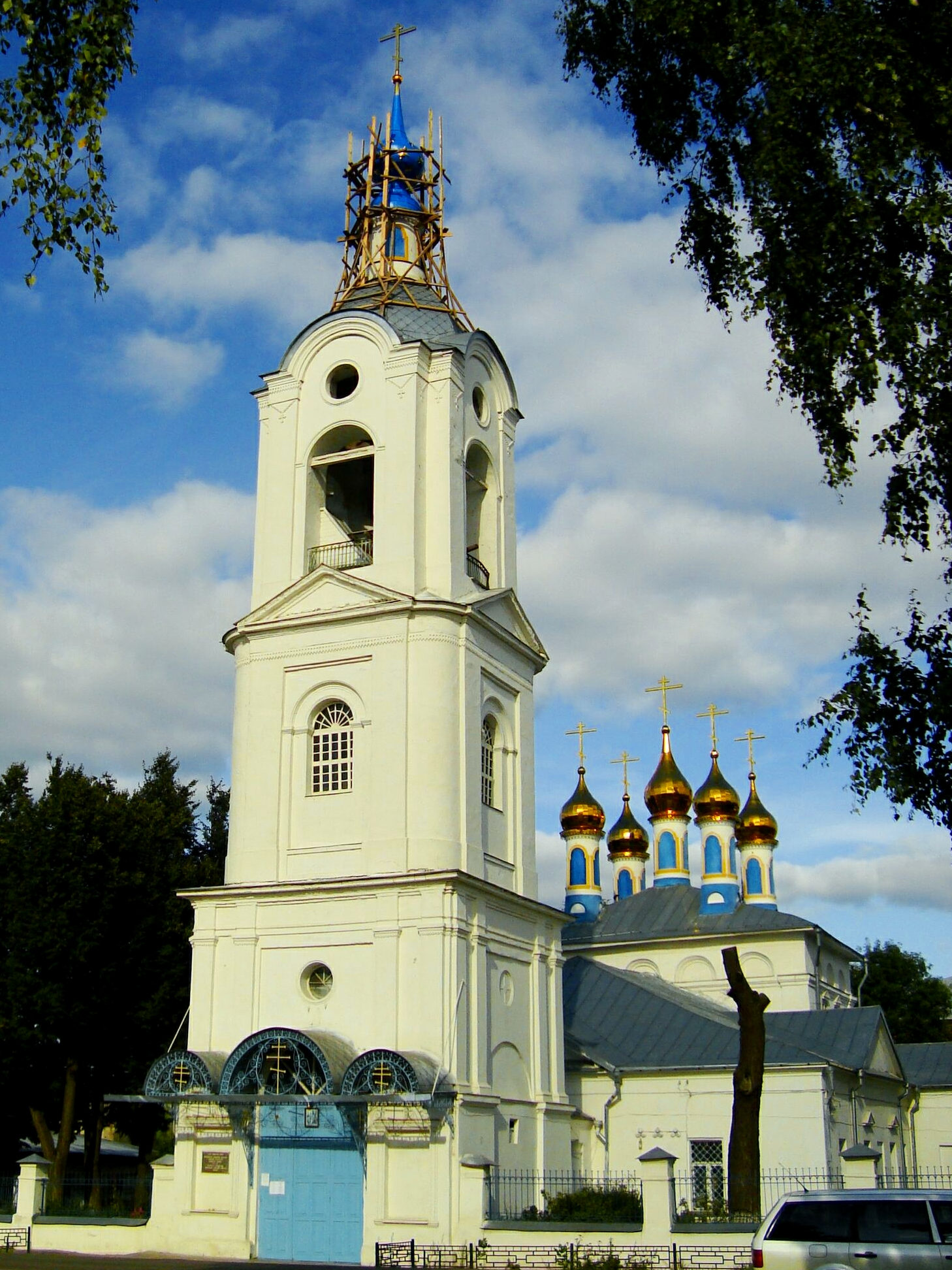
Catedral de la Protección e Intercesión de la Madre de Dios (Покровская церковь), campanario.

En la ciudad se encuentran varios edificios del siglo XIX, ente los que cabe destacar la Iglesia de la Protección e Intercesión de la Madre de Dios (Покровская церковь) y la Iglesia de la Trinidad (Троицкая церковь).

## Economía y transporte
La empresa más importante de ka ciudad es la fábrica de caramelos de la multinacional americana Mondelēz International que fue entre 1996 y 2001 de la empresa alimentaria alemana Stollwerck y posteriormente reconstruida con lo que sufrió considerables alteraciones. Al margen de compañías de la industria textil y farmacéutica también hay empresas destinadas a los materiales de construcción.
La ciudad se encuentra en la línea de ferrocarril abierta en 1862 entre Moscú y Nizhni Nóvgorod (la estación está a 4 km de la ciudad, en el kilómetro 110 de la línea) por la que pasan la mayor parte de los trenes del ferrocarril Transiberiano en su camino desde la parte oeste de Moscú. También pasa por la localidad la M7 Moscú-Nizhni Nóvgorod-Kazán-Ufá (parte de la ruta europea E22.

## Ciudades hermanadas
- Saverne, Francia.

## Galería

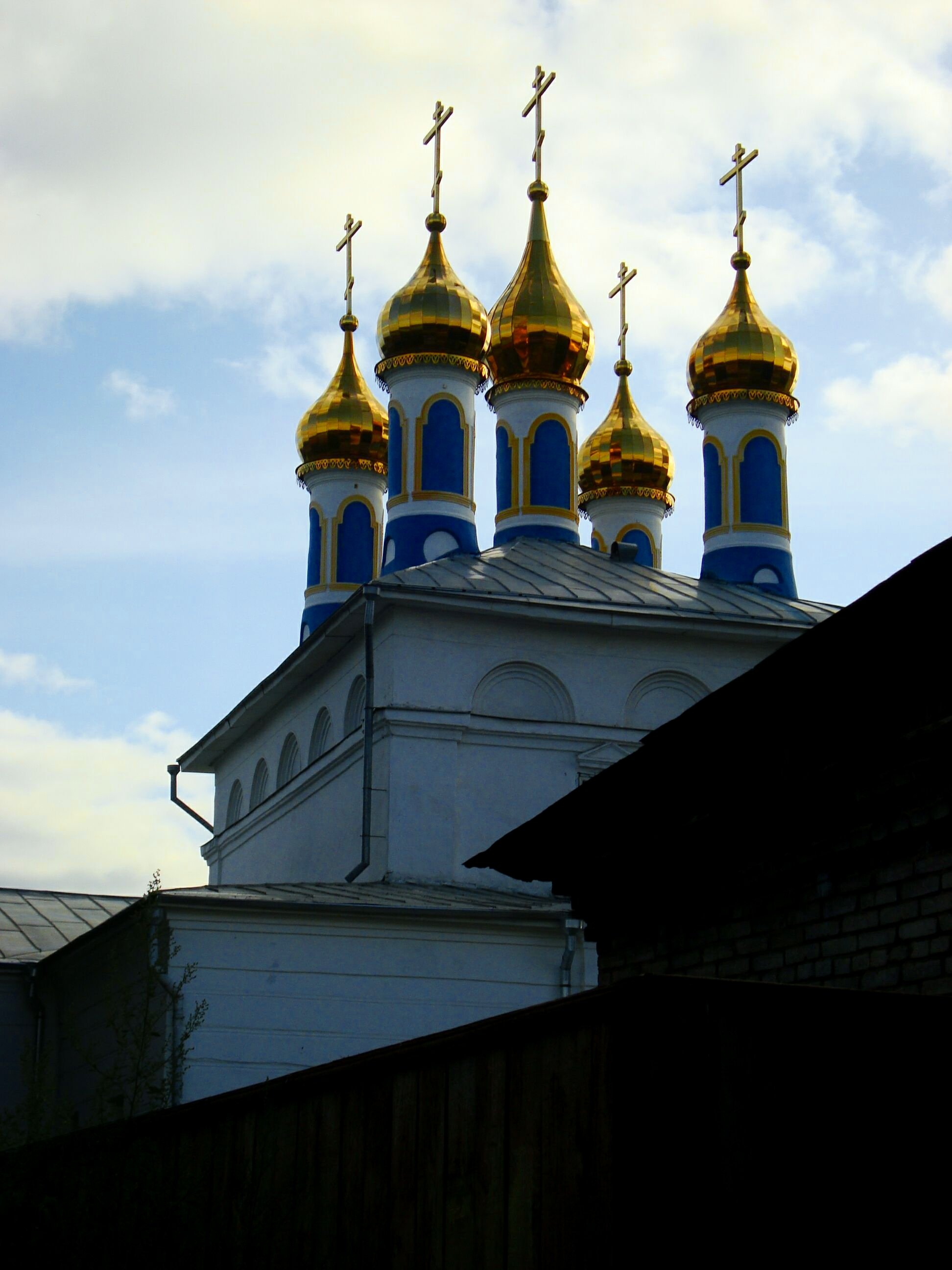
Otra vista de la catedral.
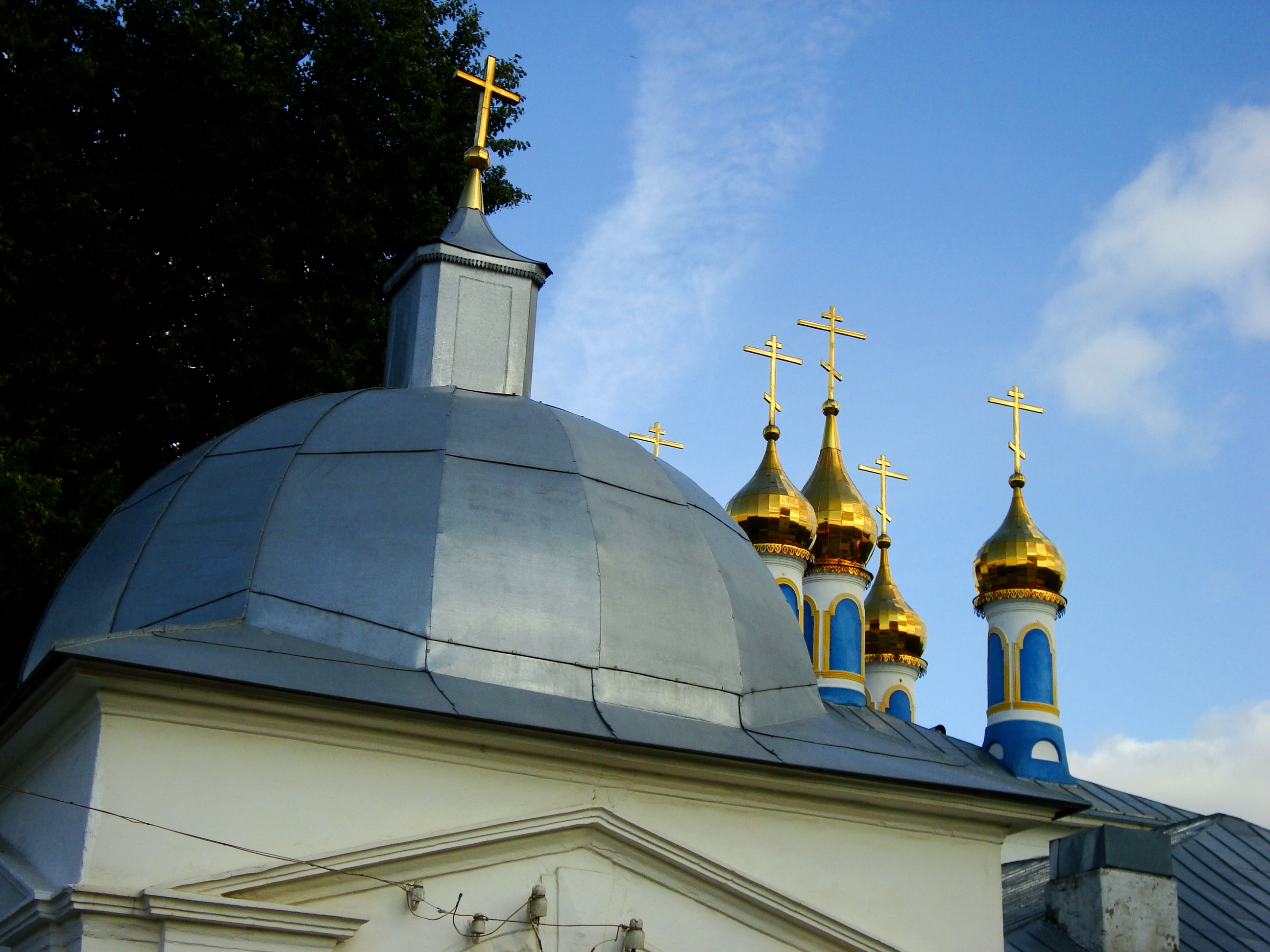
Detalle de las cúpulas de la catedral.
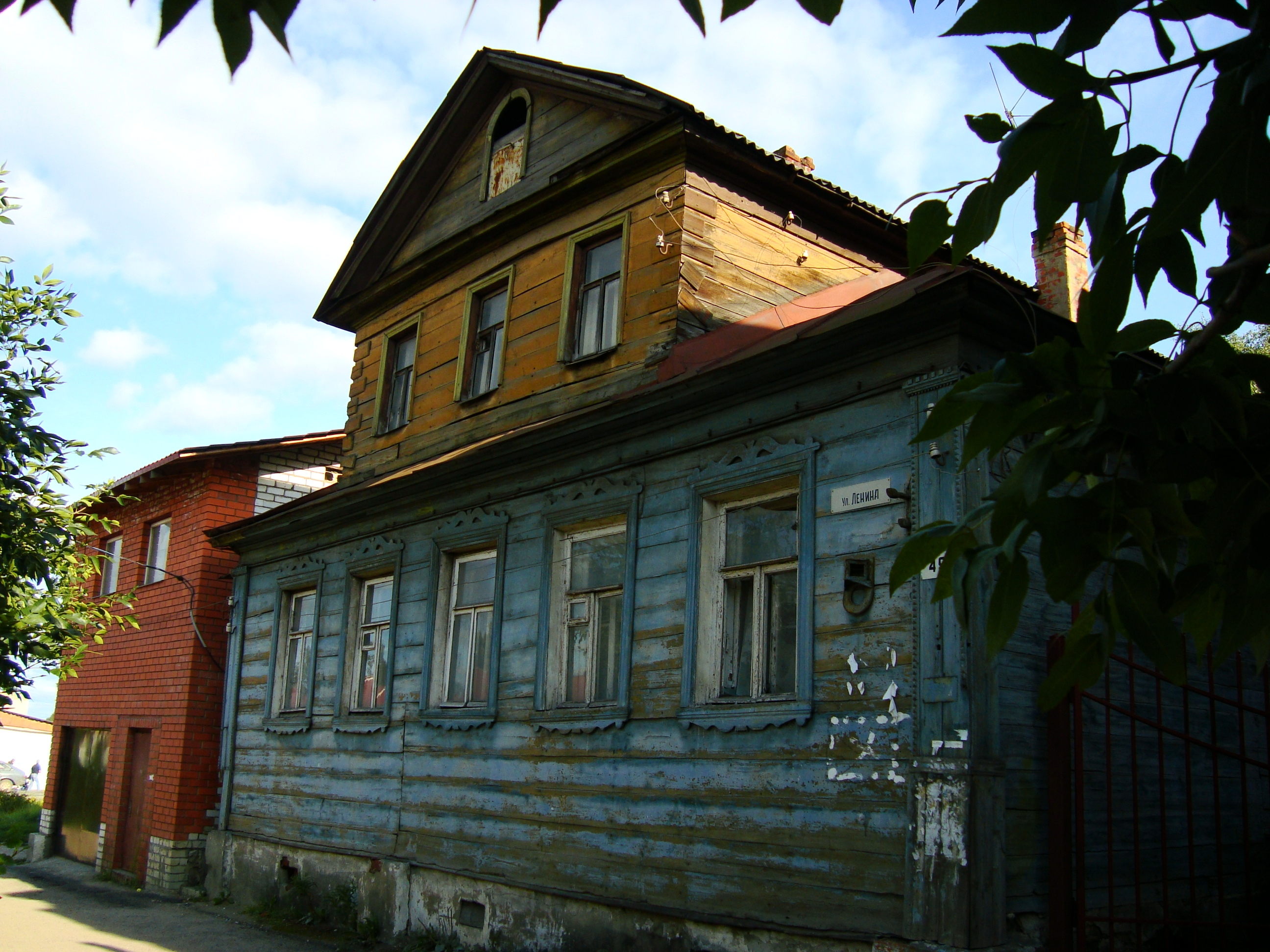
Vieja casa de madera en la calle Lenin.
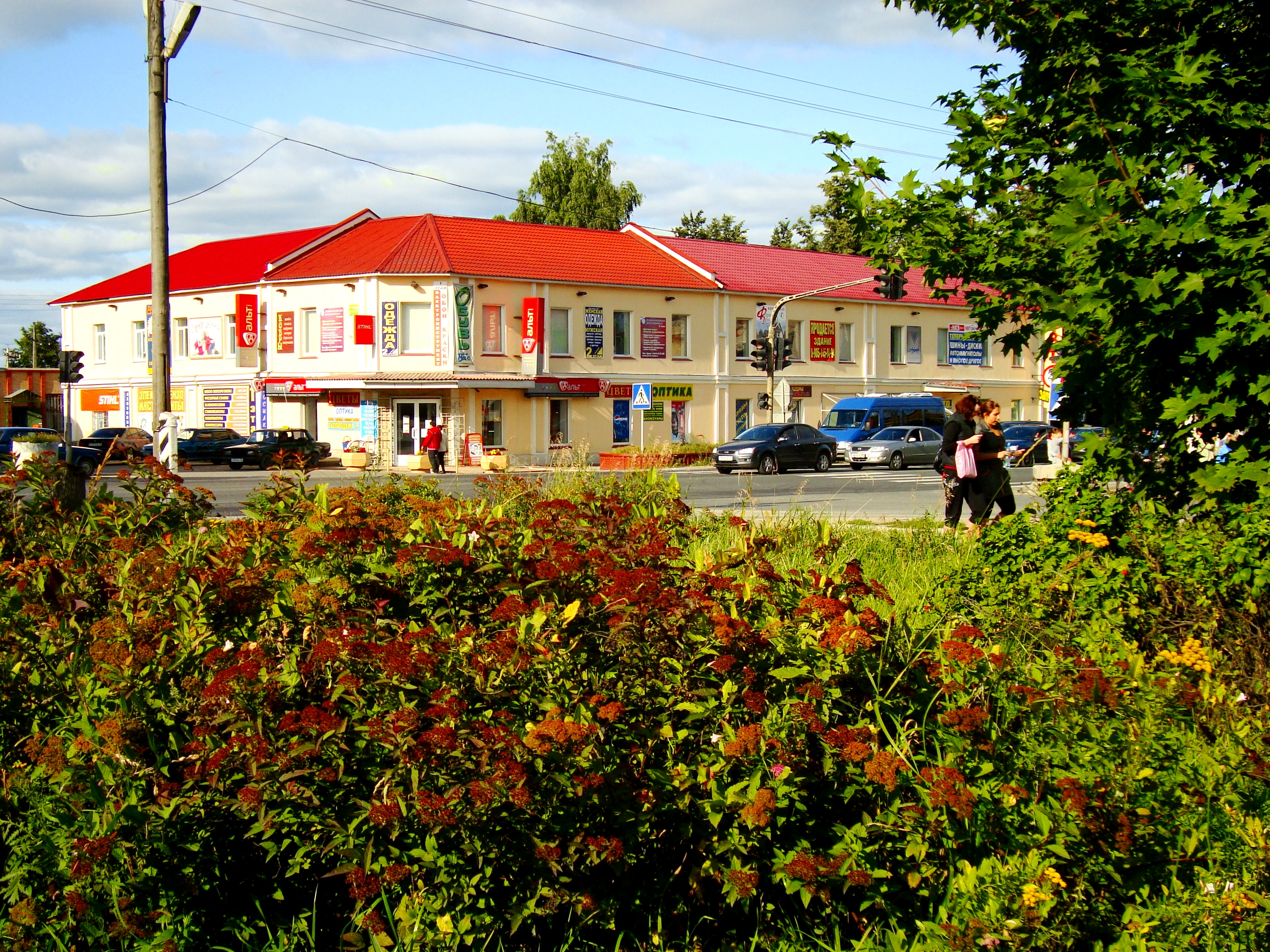
Otro de talle de la calle Lenin.
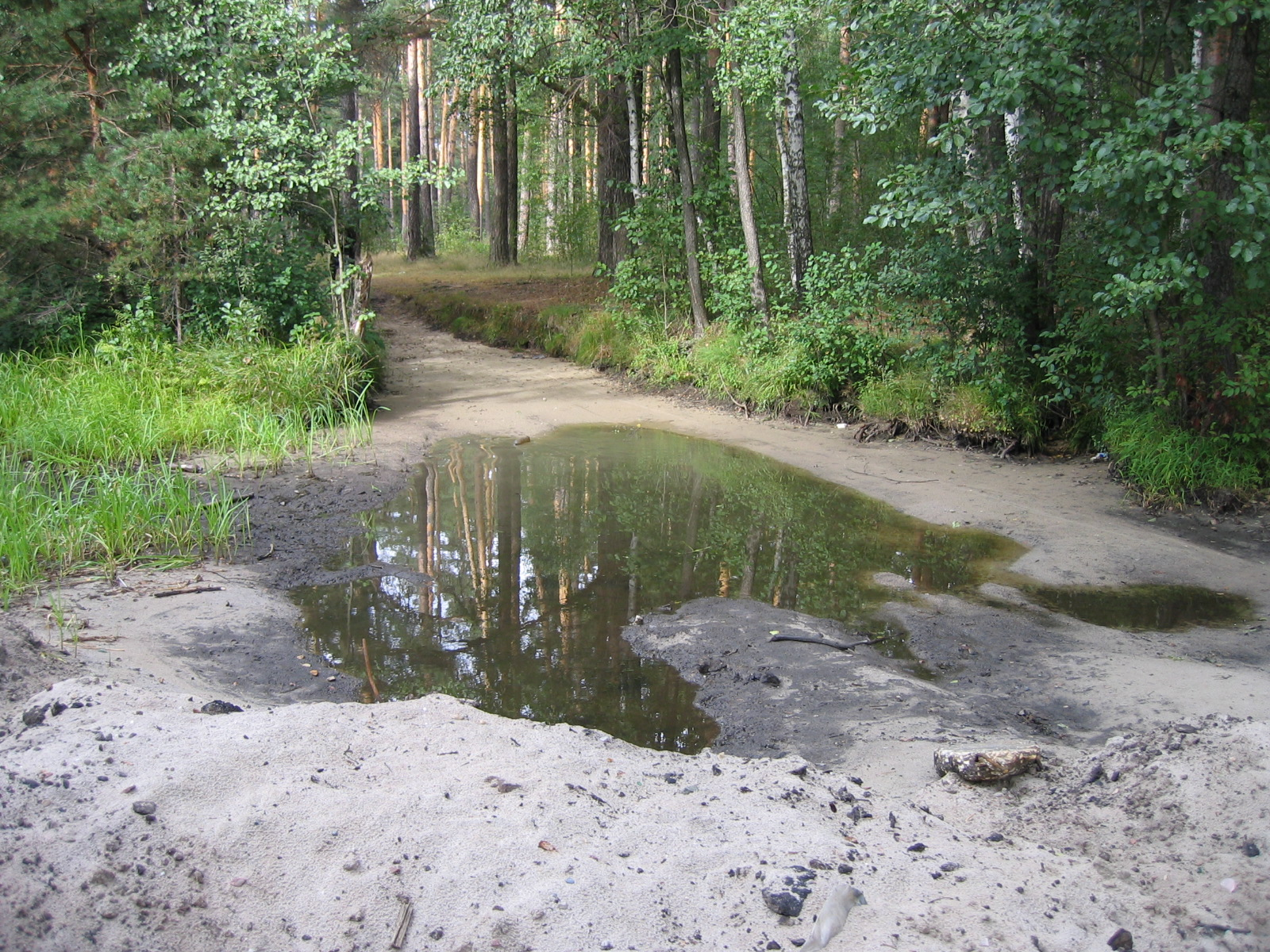
El arroyo desecado Shitka.
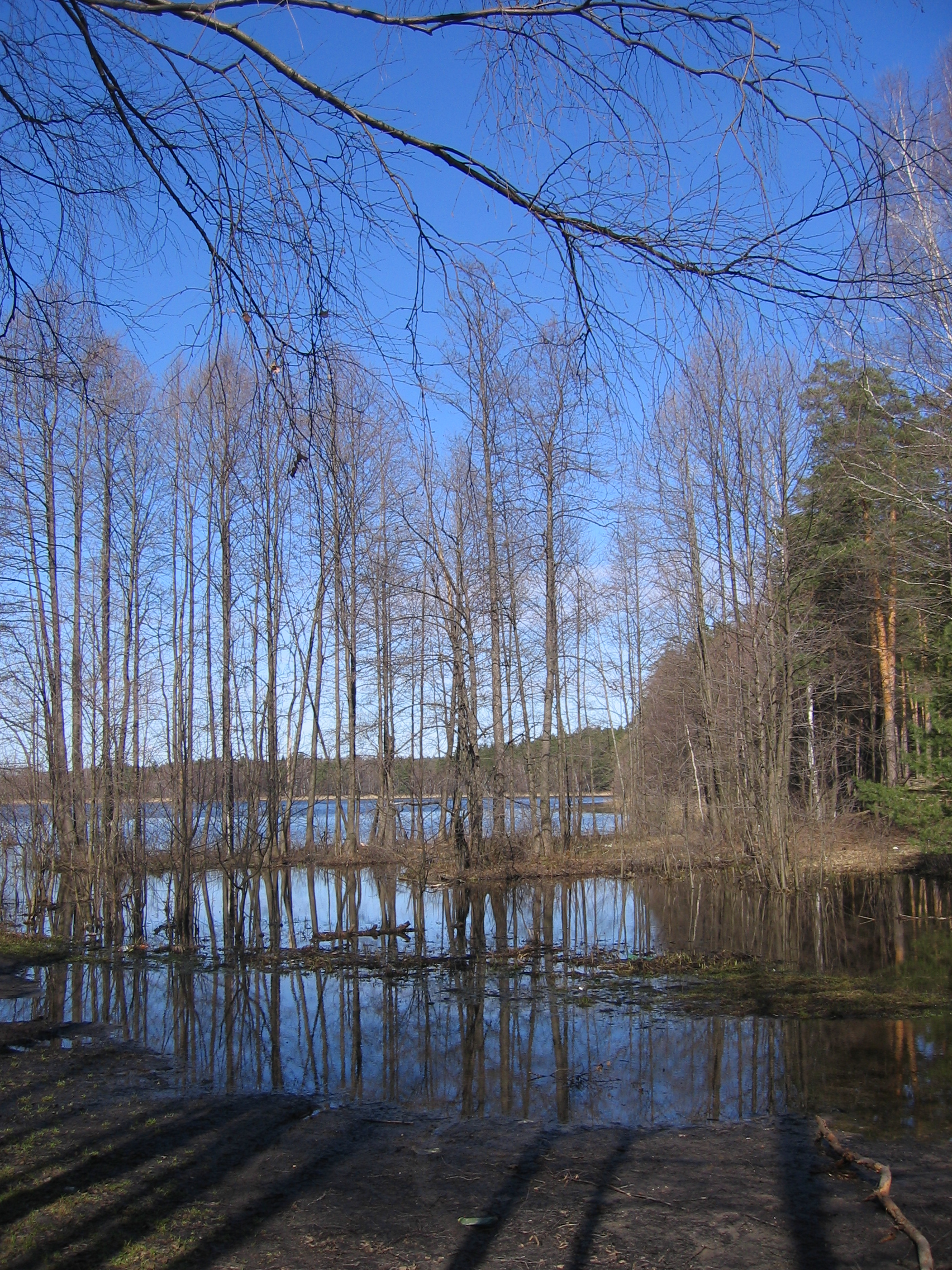
El Shitka en la época de crecidas.
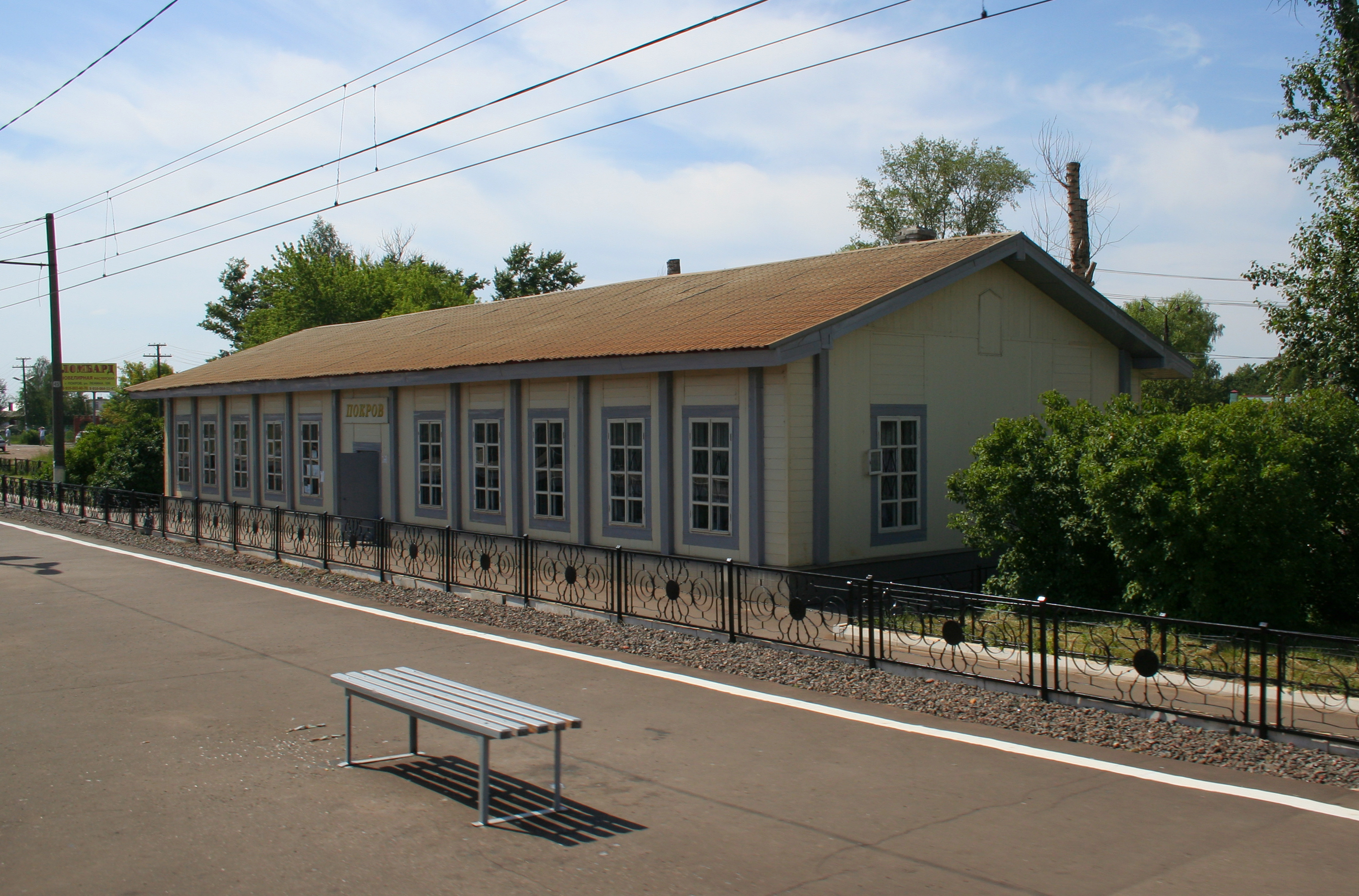
Estación de ferrocarril.
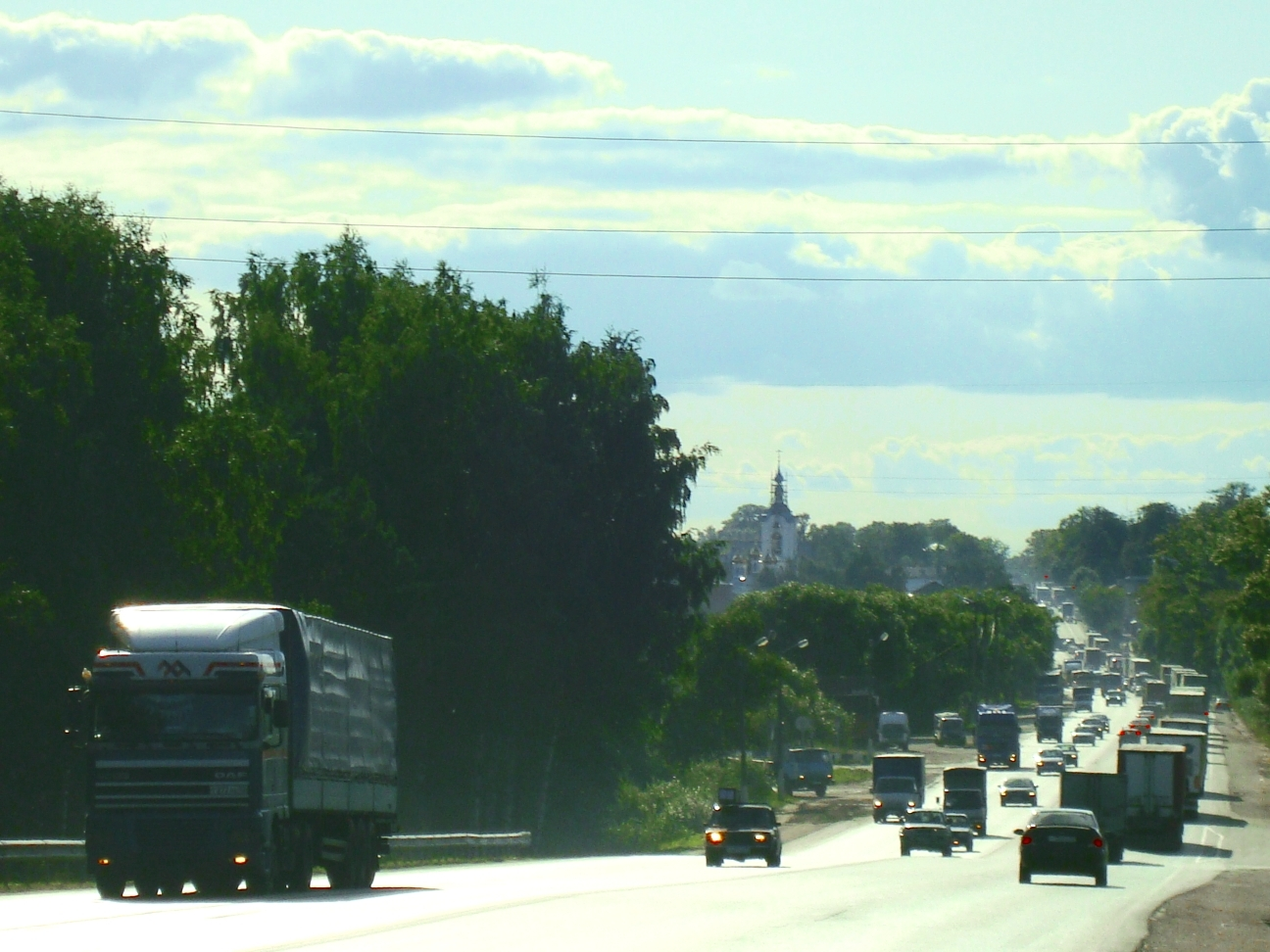
La E22 a su paso por Pokrov.